# Confluence
Confluence – aplikacja internetowa typu wiki stworzona przez australijską firmę Atlassian. Oprogramowanie jest dedykowane pracy grupowej w przedsiębiorstwach.

## Historia
Firma Atlassian wydała pierwszą wersję stabilną Confluence 25 marca 2004 orzekając, że jej celem było stworzenie „aplikacji, która zostanie zbudowana zgodnie z wymaganiami dotyczącymi systemów zarządzania wiedzą w przedsiębiorstwach bez niwelowania prostoty użytkowania znanej z systemów wiki w tym procesie”.
Na przestrzeni lat zastosowanie oprogramowania zaczęło zmierzać w stronę użytku do pracy grupowej oraz zostało zintegrowane z innymi usługami oferowanymi przez firmę, takimi jak JIRA, Bamboo, Clover, Crowd, Crucible czy Fisheye.